# 紀船守
紀 船守（き の ふなもり）は、奈良時代の公卿。従七位下・紀猿取の子。官位は正三位・大納言、贈正二位・右大臣。

## 経歴
天平宝字年間に授刀舎人となる。天平宝字8年（764年）に発生した藤原仲麻呂の乱においては、孝謙上皇が淳仁天皇の許にあった駅鈴・内印（天皇の御璽）を回収しようとした際、武装してこれを奪いに現れた仲麻呂方の中衛将監・矢田部老を射殺する。この功労により従七位下から従五位下と一挙に8階級の昇叙、および勲五等の叙勲を受ける。
神護景雲2年（768年）に検校兵庫将軍の官職が新設されるとその軍監（三等官）に任ぜられる。その後、称徳朝から光仁朝前半にかけて近衛将監を務め、宝亀2年（771年）従五位上に叙せられる。宝亀6年（775年）近衛員外少将、宝亀9年（778年）近衛少将と光仁朝後半も引き続き近衛府の武官を歴任し、宝亀10年（779年）正五位上、宝亀11年（780年）従四位下と光仁朝末に続けて昇叙された。
天応元年（781年）桓武天皇が即位すると、従四位上・参議兼近衛員外中将に叙任され公卿に列す。桓武天皇の信任が厚く、延暦2年（783年）正四位上・近衛中将、延暦3年（784年）従三位、延暦4年（785年）中納言兼近衛大将、延暦9年（790年）正三位と昇進を続け、延暦10年（791年）大納言に至る。またこの間、延暦3年（784年）には藤原種継らと共に造長岡宮使に任ぜられ、長岡京の造宮を担当している。
延暦11年（792年）4月2日薨去。享年62。最終官位は大納言正三位行式部卿兼近衛大将。桓武天皇は船守の死を深く哀悼し、正二位・右大臣の官位を追贈した。 

## 官歴
注記のないものは『六国史』による。
- 天平宝字年間：授刀舎人[4]
- 時期不詳：従七位下
- 天平宝字8年（764年） 9月11日：従五位下。日付不詳：勲五等[4]
- 天平神護2年（766年） 2月21日：功田8町。11月29日：検校兵庫軍監
- 時期不詳：近衛将監
- 神護景雲3年（769年） 3月10日：兼紀伊介
- 神護景雲4年（770年） 8月28日：兼紀伊守
- 宝亀2年（771年） 閏3月1日：兼但馬介。11月25日：従五位上
- 宝亀5年（774年） 日付不詳：兼内厩助[4]
- 宝亀6年（775年） 9月27日：近衛員外少将、紀伊守如故
- 宝亀8年（777年） 正月25日：兼土佐守
- 宝亀9年（778年） 2月23日：近衛少将、内厩助土左守如故
- 宝亀10年（779年） 正月13日：正五位上（越階）
- 宝亀11年（780年） 10月13日：従四位下
- 天応元年（781年） 4月15日：従四位上。5月7日：近衛員外中将。6月27日：参議。7月10日：兼内厩頭
- 延暦元年（782年） 6月20日：兼常陸守。6月21日：正四位下
- 延暦2年（783年） 2月25日：兼近衛中将、内厩頭常陸守如故。7月19日：正四位上
- 延暦3年（784年） 6月10日：造長岡宮使。7月13日：兼中宮大夫。12月2日：従三位
- 延暦4年（785年） 正月15日：近衛大将、中宮大夫常陸守如故。11月25日：中納言
- 延暦5年（786年） 2月17日：兼式部卿、常陸守如故
- 延暦9年（790年） 2月27日：正三位
- 延暦10年（791年） 正月16日：大納言
- 延暦11年（792年） 正月23日：賜田40町。4月2日：薨去（大納言正三位行式部卿兼近衛大将）。贈正二位、右大臣

## 系譜
- 父：紀猿取[4]
- 母：不詳
- 生母不明の子女
  - 長男：紀勝長[4]（754-806）
  - 次男：紀楫継[5]
  - 三男：紀田上[6]（770-825）
  - 男子：紀田長[7]
  - 女子：紀若子[8] - 桓武天皇宮人